# Berengarija Portugalska
Berengarija Portugalska (portugalsko Berengária, dansko Bengjerd) je bila portugalska  princesa in po poroki s kraljem Valdemarjem II. danska kraljica žena, * okoli 1198, Coimbra, Portugalska, † 27. marec 1221, Ringsted, Danska.
Bila je peta hčerka kralja Sanča I. Portugalskega in Dulcineje Aragonske  in mati danskih kraljev Erika IV., Abela in Krištofa I.

## Življenje
Berengarija je bila deseta od enajstih otrok njenih staršev. Ko ji je leta 1212 umrl oče, je pri štirinajstih letih ostala brez staršev. Mati je umrla že leta 1198.

### Poroka
Berengarija se je s kraljem Valdemarjem II. spoznala preko svoje sestre ingeborg, žene francoskega kralja Filipa II. Ko sta z bratom Ferrantejem leta 1212 zapustila Portgalsko, sta živela na francoskem dvoru.
Stare ljudske balade pravijo, da je Valdemarjeva prva žena Dagmar Češka na smrtni postelji rotila kralja, naj se poroči s Kirsten, hčerko Karla von Riseja in ne s "lepo rožo" Berengarijo. Povedano drugače je napovedala, da bo boj med Berengarijinimi sinovi za dansko krono Danski prinesel težave. Za Dagmarino rotenje ni nobenega zgodovinskega dokaza.

### Kraljica
Valdemarjeva prva žena Dagmar Češka je bila izjemno priljubljena svetlolasa gospa nordijskega videza. Berengarija je bila nasprotje, opisana kot temnooka lepotica z vranje črnimi lasmi.
Danci so jo v več ljudskih pesmih krivili za visoke davke, ki jih je pobiral Valdemar, čeprav so šli davki za njegova vojne in ne le zanjo. Zaradi velike priljubljenosti prejšnje  kraljice je nova kraljica težko pridobila popularnost na Danskem. Znano je, da je darovala cerkvam in samostanom, in bila prva znana danska kraljica, ki je nosila krono, kar je omenjeno v popisu njenega imetja leta 1225.
Leta 1221 je Berengarija, potem ko je rodila tri bodoče kralje, umrla pri porodu petega otroka. Pokopana ob Valdemarju II. v cerkvi sv. Benedikta v Ringstedu na Danskem. Na drugi strani je ob Valdemarju pokopana kraljica Dagmar.

## Zapuščina
Obe Valdemarjevi ženi igrata vidno vlogo v danskih baladah in mitih – kraljica Dagmar kot mehka, pobožna in priljubljena idealna žena ter kraljica Berengarija (Bengjerd) kot lepa in ošabna ženska.

## Otroci
- Erik IV. Danski (1216–1250), kralj Danske 1241–1250,[3]
- Sofija  (1217–1247), poročena z brandenburškim mejnim grofom Ivanom I., [3]
- Abel Danski (1218–1252), kralj Danske 1250–1252[3] in
- Krištof I. Danski (1219–1259), kralj Danske 1252–1259.[3]